# Dąbrowa Górnicza (gmina)
Dąbrowa Górnicza (alt. Dąbrowa lub Górnicza; od 1916 miasto Dąbrowa Górnicza) – dawna gmina wiejska istniejąca w latach 1909–1916 w guberni piotrkowskiej. Siedziba władz gminy znajdowała się w Redenie.

## Historia
Gmina (Dąbrowa) Górnicza powstała w 1909 z północnej części obszaru gminy Górniczej, po odłączeniu od niej gminy Zagórze. W jej skład weszły: Stara Dąbrowa, Niepiekło, Huta Bankowa, Łabęcka, Reden, Ksawera, Mydlice, Niepiekło, Huty Cynkowe i Koszelew. Gmina należała do powiatu będzińskiego (bendińskiego) w guberni piotrkowskiej.
Podczas I wojny światowej (1915–1916) gmina Dąbrowa Górnicza znalazła się głównie w Generalnym Gubernatorstwie Lubelskim pod okupacją austriacko-węgierską. W Dąbrowie Górniczej ulokowano siedzibę nowo utworzonego powiatu dąbrowskiego. Jedynie północna część gminy Dąbrowa Górnicza na północ od Kolei Warszawsko-Wiedeńskiej weszła w skład strefy okupacyjnej niemieckiej i reformowanego tam powiatu będzińskiego. Chodziło o rzadko zaludniono obszary (m.in. Zielona, Korzeniec, Kłoda czy Dębnik), które 27 lutego 1915 włączono do gminy Wojkowice Kościelne.
1 maja 1915 dla gmin Dąbrowa, Dańdówka, Niwka i Klimontów utworzono w Dąbrowie wspólny sąd gminny.
15 sierpnia 1915, po korekcie granicy z niemiecką strefą okupacyjną, do gminy Dąbrowa włączono kolonię Warpie z Będzina.
Jako gmina wiejska jednostka przestała funkcjonować z dniem 1 października 1916 w związku z nadaniem Dąbrowie Górniczej praw miejskich przez austriackie władze okupacyjne i przekształceniu jej w gminę miejską.
5 maja 1923 z miasta Dąbrowa Górnicza wyłączono Ksawerę, Warpie, Huty Cynkowe, Koszelew i część Mydlic, włączając je do Będzina.